# By (Doubs)
By ist eine französische Gemeinde mit 83 Einwohnern (Stand: 1. Januar 2022) im Département Doubs in der Region Bourgogne-Franche-Comté.

## Geographie
By liegt auf 570 m, südlich von Quingey, etwa 29 Kilometer südsüdwestlich der Stadt Besançon (Luftlinie). Das Dorf erstreckt sich im westlichen Jura, auf einem Höhenzug nördlich des Mont Poupet, 
an aussichtsreicher Lage rund 300 m über dem Talbecken der Loue.
Die Fläche des 7,34 km² großen Gemeindegebiets umfasst einen Abschnitt des westlichen französischen Juras. Das gesamte Gebiet liegt auf der Höhe der Jurakette, die sich vom Mont Poupet nordwärts bis zur Flussschleife der Loue hinzieht. Der zentrale Teil wird dabei von der Hochebene Grand Champier (570 m) eingenommen, die eine Fläche von ungefähr 1 km² beansprucht. Sie setzt sich im Norden im breiten Kamm des Bois de la Chau fort, auf dem mit 640 m die höchste Erhebung von By erreicht wird. Die südliche Grenze verläuft oberhalb des Steilabfalls zum Talkessel von Ivrey. Nach Osten erstreckt sich das Gemeindeareal über ein Trockental bis zum Kamm des Bois de la Chainée (620 m).
Nachbargemeinden von By sind Paroy und Ronchaux im Norden, Bartherans im Osten, Ivrey im Süden sowie La Chapelle-sur-Furieuse, Rennes-sur-Loue und Chay im Westen.

## Geschichte
Im Mittelalter gehörte By zu den Herrschaften Poupet und Mouchard. Zusammen mit der Franche-Comté gelangte das Dorf mit dem Frieden von Nimwegen 1678 an Frankreich.

## Sehenswürdigkeiten

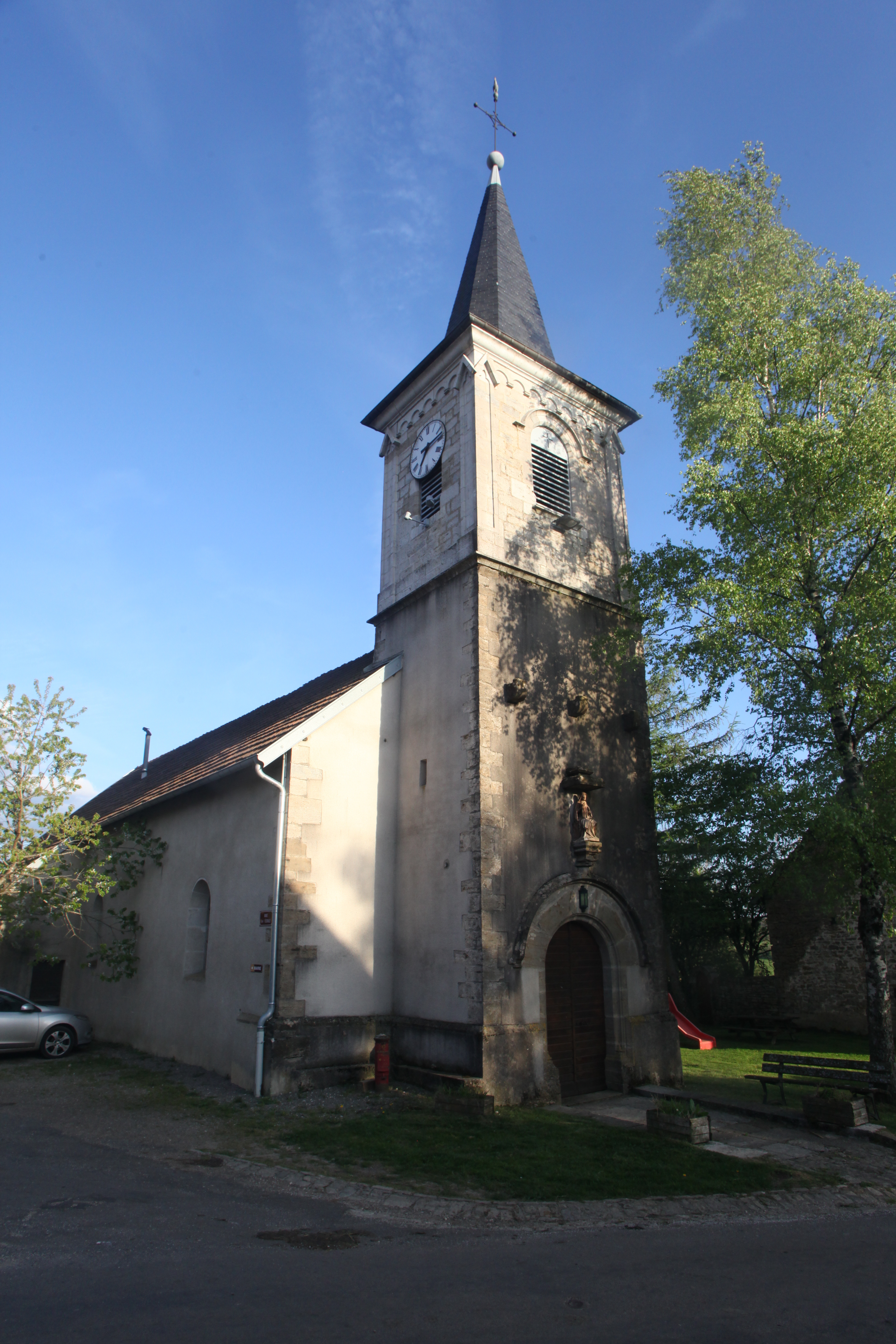
Kirche Notre-Dame

Die Kirche Notre-Dame geht ursprünglich auf einen mittelalterlichen Bau zurück (gotischer Chor), wurde aber im Lauf der Zeit mehrfach umgestaltet. Von einem ehemaligen Herrschaftshaus ist nur der viereckige Turm erhalten.

## Bevölkerung
| Jahr                       | 1962 | 1968 | 1975 | 1982 | 1990 | 1999 | 2016 |
| Einwohner                  | 105  | 101  | 67   | 52   | 65   | 80   | 71   |
| Quellen: Cassini und INSEE |      |      |      |      |      |      |      |

Mit 83 Einwohnern (Stand 1. Januar 2022) gehört By zu den kleinsten Gemeinden des Départements Doubs. Nachdem die Einwohnerzahl in der ersten Hälfte des 20. Jahrhunderts deutlich abgenommen hatte (1886 wurden noch 219 Personen gezählt), wurde in den 1990er Jahren wieder ein leichtes Bevölkerungswachstum verzeichnet.

## Wirtschaft und Infrastruktur
By war bis weit ins 20. Jahrhundert hinein ein vorwiegend durch die Landwirtschaft (Ackerbau und Viehzucht) und die Forstwirtschaft geprägtes Dorf. Noch heute leben die Bewohner zur Hauptsache von der Tätigkeit im ersten Sektor. Außerhalb des primären Sektors gibt es fast keine Arbeitsplätze im Dorf. Einige Erwerbstätige sind auch Wegpendler, die in den umliegenden größeren Ortschaften ihrer Arbeit nachgehen.
Die Ortschaft liegt abseits der größeren Durchgangsstraßen. Die Hauptzufahrt erfolgt von Rennes-sur-Loue an der Hauptstraße N83 (Besançon – Lons-le-Saunier). Weitere Straßenverbindungen bestehen mit Paroy und Bartherans.